# 27 Monocerotis
27 Monocerotis (27 Mon) es una estrella en la constelación del Unicornio de magnitud aparente +4,94.
Se encuentra a 275 años luz del sistema solar.

## Características
27 Monocerotis es una gigante naranja de tipo espectral K2III.
Tiene una temperatura efectiva de 4468 K y una metalicidad más baja que la del Sol (distintas fuentes dan un valor para [Fe/H] entre -0,07 y -0,15).
Su luminosidad es 83 veces superior a la luminosidad solar.
En cuanto a su tamaño, su diámetro —calculado a partir de su metalicidad, temperatura efectiva y magnitud absoluta— es 14,4 veces más grande que el del Sol; la medida indirecta de su diámetro angular considerando el oscurecimiento de limbo, 1,90 milisegundos de arco, conduce a un tamaño ligeramente mayor de 17 diámetros solares.
27 Monocerotis rota lentamente, siendo su velocidad de rotación proyectada de 1,85 km/s.
Tiene una masa aproximada de 1,27 masas solares y su edad es de 4290 ± 2170 millones de años.